# Dzwonkówka rombowozarodnikowa
Dzwonkówka rombowozarodnikowa (Entoloma rhombisporum (Kühner & Boursier) E. Horak – gatunek grzybów z rodziny dzwonkówkowatych (Entolomataceae).

## Systematyka i nazewnictwo
Pozycja w klasyfikacji według Index Fungorum: Entoloma, Entolomataceae, Agaricales, Agaricomycetidae, Agaricomycetes, Agaricomycotina, Basidiomycota, Fungi.
Po raz pierwszy opisali go w 1929 r. Robert Kühner i Boursier, nadając mu nazwę Leptonia rhombispora (bazonim). W 1976 r. Egon Horak przeniósł go do rodzaju Entoloma. Pozostałe synonimy:
- Nolanea rhombispora (Kühner & Boursier) P.D. Orton 1984
- Inocephalus rhombisporus (Kühner & Boursier) Largent 1994
- Rhodophyllus rhombisporus (Kühner & Boursier) Romagn. 1941

Polską nazwę zarekomendował Władysław Wojewodaw 2003 r.

## Morfologia
Kapelusz
O średnicy 20–35 mm, początkowo ścięto-stożkowaty lub stożkowo-dzwonkowaty z tępym, rzadko zagłębionym środkiem i garbkiem, później rozszerzający się do dzwonkowato-wypukłego lub płaskiego z szerokim garbem i prostym brzegiem. Jest silnie higrofaniczny; w stanie wilgotnym półprzezroczyście prążkowany do trzech czwartych promienia, ciemno żółtawobrązowy na środku i na prążkach, między prążkami i na brzegu jaśniejszy, po wyschnięciu blady do blado żółtawobrązowego, w środku pozostający nieco ciemniejszy. W stanie wilgotnym powierzchnia jest naga, w stanie suchym promieniście włókienkowata, błyszcząca.
Blaszki
Od 20–25 z blaszeczkami (l = 3–5), rzadkie, prawie wolne, początkowo trójkątne, następnie brzuchate, w stanie wilgotnym różowe z żółtym odcieniem), lekko blade po wyschnięciu. Krawędzie równe, tej samej barwy.
Trzon
Wysokość 30–60 mm, grubość 2–4 mm, cylindryczny, czasami poszerzony u podstawy, początkowo pełny, później pusty. Powierzchnia naga, błyszcząca, prawie wypolerowana, żółta do żółtobrązowej, wierzchołek, czasami również podstawa, wyraźnie jaśniejsza.
Miąższ
Nieco jaśniejszy od powierzchni, w kapeluszu kruchy, w trzonie chrzęstny. Smak mączny, zapachu brak lub lekko owocowy, a po przecięciu wyraźnie mączny.
Cechy mikroskopowe
Zarodniki 8–10,5 × 7–10,5 µm, Qav = 1,1, sześcienne, rzadko 5-kątne w widoku z boku. Podstawki 35–52 × 10–17 µm, 4-zarodnikowe, ze sprzążkami. Cheilocystydy butelkowate do prawie cylindrycznych, o długości 40–70 µm i szerokości 10–21 µm, z dość rozszerzoną podstawą i zwężającą się, główkowatą szyjką. Strzępki skórki kapelusza ułożone promieniście, cylindryczne, o szerokości 2–8 µm. Warstwa pod skórką dobrze rozwinięta. Strzępki skórki delikatnie inkrustowane pigmentem, ponadto występuje wewnątrzkomórkowy pigment zarówno w strzępkach skórki, jak i w warstwie podskórkowej. W hymenium liczne sprzążki, poza nim rzadkie.

## Występowanie i siedlisko
Podano stanowiska w Europie, Ameryce Północnej i Południowej. W Europie Północnej i Zachodniej jest szeroko rozprzestrzeniony, ale rzadki. W Polsce W. Wojewoda w 2003 r. przytoczył 2 stanowiska, w późniejszych latach podano następne. Na Czerwonej liście roślin i grzybów Polski ma status E – gatunek wymierający, którego przeżycie jest mało prawdopodobne, jeśli nadal będą działać czynniki zagrożenia.
Grzyb naziemny, prawdopodobnie mykoryzowy. Występuje w lasach, na wilgotnych łąkach wśród mchów torfowców oraz na torfowiskach.